# Saint-Maurice-Navacelles
Saint-Maurice-Navacelles ist eine französische Gemeinde mit 184 Einwohnern (Stand 1. Januar 2022) im Département Hérault in der Region Okzitanien.

## Geographie
Saint-Maurice-Navacelles liegt am Südrand der Cevennen im Tal des Flusses Vis. Bekannt ist die Gemeinde durch den Cirque de Navacelles, einen grandiosen Talkessel, den die Vis 400 Meter tief in den Karst eingegraben hat. Im Talkessel liegt die Hauptsiedlung der Gemeinde.

## Bevölkerungsentwicklung
| Jahr                       | 1962 | 1968 | 1975 | 1982 | 1990 | 1999 | 2008 | 2017 |
| Einwohner                  | 154  | 104  | 96   | 97   | 119  | 142  | 160  | 183  |
| Quellen: Cassini und INSEE |      |      |      |      |      |      |      |      |

## Sehenswürdigkeiten
Der vom Ort aus erreichbare Dolmen de la Prunarède auf dem Causse du Larzac ist einer der schönsten in den Cevennen.